# Julian Hodgson

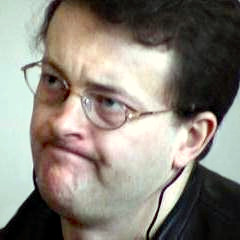
Julian Hodgson, Solingen 2001

Julian Michael Hodgson (St Asaph, 25 luglio 1963) è uno scacchista britannico.

## Biografia
Dimostrò un grande talento fin da giovanissimo: vinse il campionato di Londra under-18 all'età di 12 anni e il campionato britannico juniores (under-21) all'età di 14 anni. Divenne Maestro Internazionale nel 1983 e Grande maestro nel 1988. Vinse quattro volte il Campionato britannico, nel 1991, 1992, 1999 e 2000. Partecipò a cinque Olimpiadi con la nazionale inglese, vincendo il bronzo di squadra a Novi Sad 1990 e l'argento individuale a Manila 1992.
Tra i migliori risultati di torneo i seguenti:
- 1986    1º a Benidorm – =1º a Siviglia – 2º al Lloyds Bank Open di Londra
- 1988    =1º a Ginevra – =1º a Siviglia – =2º a Tel Aviv
- 1989    1º a Dos Hermanas – 1º a San Bernardino
- 1990    2º al World Open di Filadelfia dietro a Igor Glek
- 1992    1º al colossale open di Cappelle la Grande (308 partecipanti)
- 1997    1º al Canadian Open di Winnipeg – =1º al National Open di Las Vegas

Julian Hodgson è noto per il suo stile di gioco combinativo, sempre rivolto all'attacco. È uno dei più grandi esperti (assieme a Igor Miladinović) dell'attacco Trompowsky (1.d4 Cf6 3.Ag5), che ha contribuito moltissimo a rendere popolare. Questa apertura era raramente usata in passato ma si è rivelata ricca di contenuti strategici e tattici, tanto da essere oggi ritenuta una valida alternativa al gambetto di Donna. È eponimo dell'attacco Hodgson, da lui estesamente studiato e praticato.
Hodgson ha scritto diversi libri di scacchi, tra cui:
- Grand Prix Attack: f4 Against the Sicilian, Collier Books, 1985, ISBN 0-02-011430-3
- Chess Traveller's Quiz Book. Cadogan Chess, Londra 1993, ISBN 1-85744-030-7
- Quick Chess Knockouts. Everyman Chess, 1996, ISBN 1-85744-045-5
- Attack with GM Julian Hodgson, Vol. 1. Hodgson Enterprises, Londra 1996, ISBN 0-9529373-0-1
- Attack with GM Julian Hodgson, Vol. 2. Hodgson Enterprises, Londra 1997, ISBN 0-9529373-1-X
- Secrets of the Trompovsky. Hodgson Enterprises, Londra 1997, ISBN 0-9529373-2-8